# 81-720 Яуза
Метровагон 81 – 720/81 – 721 „Яуза“, производство на „Метровагонмаш“, гр. Митишчи, Московска област. Произвеждат се за Московския метрополитен от 1991 до 2005 г.

## История и разработване
Още с приключването на тестовете на пробния модел „И“ (81 – 715) през 1987 г.се взима решение да се създаде изцяло нов модел, който да бъде проектиран от дизайнерско бюро. През 1989 г. печели бюрото по дизайн на Московския институт по промишлен дизайн и реклама. Проектът е за влак с увеличена пътниковместимост за най-натоварените линии на метрото. Проектирането продължава до 1991 г. Влакът ще бъде първия в СССР с бордови компютър и система с автопилот.

## 1991 – 1997 г.
През 1991 г. бива произведен първия опитен състав с вагони от 001 до 005. На състава е дадено името на реката Яуза, която минава през територията на завода Метровагонмаш. Тестовете започват в изпитателната кръгова жп линия в Националния железопътен институт в гр. Щербинка. Проблем, обаче се оказва икономическата криза, която не позволява изпитанията да продължат. Те започват отново през 1993 г. Тестовете показват, че влака е доста „суров“ и се нуждае от доработки. През 1994 г. е произведен втория тривагонен влак. Той преминава изпитанията на кръговата жп линия. След това той бива тестван на 5-а линия на Московското метро. Изпитанията продължават до 1997 г., когато влакът бива пуснат в експлоатация с пътници.

## 1998 – 2005 г.
През 1998 г. на Люблинско-димитровската линия е пусната първата т.нар. „серийна“ Яуза. Влакът веднага прави впечатление на пътниците, но все пак той е разработван в края на 80-те, началото на 90-те, така че не е имало основание той да бъде смятан за чисто нов. Производството започва и до 2000-та са доставени 6 влака по 7 вагона. През 2003 се случва авария на Люблинската линия. Късно вечерта, един от двигателите на последния вагон се откача от талигата и пада на релсите. В резултат на този инцидент са повредени 150 м. релсов път. Влаковете Яуза са спрени докато не се намери причината на инцидента. Разследването показва, че проблемът е в производителя на двигателите-АЭК „Динамо“. Производството на влаковете е временно спряно. В резултат на инцидента през 2004 г. са произведени 3 състава по 6 вагона, които са с двигатели Alstom onix, каквито са поставяни на влаковете Русич. През 2005 г. Метровагонмаш предлага на Софийския метрополитен да бъдат доставени модифицирани влакове Яуза, но се доставя Русич, като по-нов модел. Така през 2005 г. производството на влаковете 81 – 720 Яуза, бива прекратено.
След инцидент на 2 август 2019, влаковете Яуза биват спрени от движение в Московското метро.